# Méraugis de Portlesguez
Méraugis de Portlesguez est un poème en vers de 9538 octosyllabes à rimes plates composé à la fin du XIIe siècle ou au début du XIIIe siècle par Raoul de Houdenc.
Ce récit, en partie parodique, met en scène des personnages du cycle arthurien. Le texte nous est connu par plusieurs manuscrits, dont trois complets.
L'attribution à Raoul de Houdenc ne fait aucun doute car l'auteur se nomme lui-même deux fois dans le texte. Le nom « Portlesguez » vient vraisemblablement de « Lesguez », le port de Saint Brieuc (aujourd'hui le Légué).
Le personnage de Méraugis apparaît également brièvement dans La Vengeance Raguidel du même auteur.

## Manuscrits
- Vienne, Bibliothèque nationale autrichienne, cote ÖN 2599.
- Turin, Bibliothèque Nationale Universitaire, cote L. IV. 33. Endommagé par l'incendie de l'université en 1904, mais restauré depuis[4].
- Vatican, Bibliothèque apostolique vaticane, Reginensi latini, cote 1725. N'a pas le prologue de 32 lignes qu'ont les manuscrits de Turin et de Vienne[5], mais est par ailleurs complet.
- Paris, Bibliothèque Nationale de France, cote NAF 5386[6]. Fragments découverts aux Archives départementales du Var à Draguignan[2].
- Berlin, Bibliothèque d'État de Berlin, Manuscripta Gallica, cote quarto 48[7]. Fragments.

## Intrigue
Méraugis de Portlesguez est le fils du roi Marc de Cornouailles (et donc théoriquement le cousin de Tristan). Lui et Gorvain se rendent à un tournoi où ils rencontrent la belle Lidoine, héritière du royaume de Cavalon. Les deux chevaliers se disent  amoureux d'elle, ce qui entraîne une dispute. Lidoine intervient et insiste pour que l'affaire soit réglée par un tribunal plutôt que par une bataille.
À Cardeuil, le jugement est favorable à Méraugis, qui dit qu'il l'aime non seulement pour son apparence, mais aussi pour sa noblesse et son courage. Gorvain, indigné, défie Méraugis en duel, mais lorsque la reine intervient, il accepte de se retirer. Pendant ce temps, Lidoine demande à Méraugis de partir une année afin d'accomplir des actes héroïques. Au bout d’un an, elle jugera s’il est digne de son amour ou non. Il est d'accord.
Peu de temps après, un nain apparaît pendant le dîner du roi Arthur et met au défi les chevaliers de localiser Gauvain, qui est porté disparu. Méraugis accepte après avoir demandé le consentement de Lidoine, qui non seulement y consent, mais demande à l'accompagner.
Méraugis parvient à situer Gauvain dans la « ville sans nom », pris au piège sur une île, retenu captif par une femme qui contrôle le seul bateau. Afin de s'échapper, Méraugis fait semblant d'être vaincu par Gauvain et, sous le couvert de l'obscurité, pénètre dans le château de l'île, enferme la femme dans sa chambre et lui vole certains de ses vêtements. Ainsi travesti, il se fait passer pour elle afin que les bateliers viennent les chercher, lui et Gauvain, pour s'échapper de l'île.
Lidoine en est témoin et, croyant que Méraugis est mort, s'enfuit et se rend auprès de Belchis pour se protéger. Cependant, celui-ci la trahit et la tient captive. Elle envoie un message par l'intermédiaire d'une femme nommée Avice à Gorvain qui vient la libérer.
Pendant ce temps, Méraugis est découvert à peine vivant et conduit au château de Belchis où il est bien soigné. Quand il est guéri, il remarque que Lidoine est là. Il s'habille d'une armure entièrement blanche et défie Gauvain en duel. Lorsque Méraugis révèle à Gauvain sa véritable identité, celui-ci se rend et est fait prisonnier par Méraugis. Belchis est extrêmement impressionné et lui et ses chevaliers jurent fidélité à Méraugis. Méraugis révèle alors qui il est et libère Gauvain et Lidoine.
Cependant, Lidoine a promis son royaume à Gorvain pour qu'il lui vienne en aide, alors Méraugis le défie en un dernier duel. Méraugis gagne, mais comme lui et Gorvain étaient auparavant amis, il l'exile plutôt que de le tuer. Dans le manuscrit de Berlin (contrairement aux manuscrits du Vatican et de Vienne), Méraugis donne Avice à Gorvain et les deux couples vivent heureux pour toujours.

### Sources
- (en) Cet article est partiellement ou en totalité issu de l’article de Wikipédia en anglais intitulé « Meraugis de Portlesguez » (voir la liste des auteurs).